# ركودة خلايا الدم البيضاء
ركودة خلايا الدم البيضاء أو فرط الكريات البيض العرضي، هي حالة طبية طارئة تحدث بشكل شائع لدى المرضى المصابين بابيضاض الدم النقوي الحاد. تتميز الحالة بارتفاع شديد في عدد الخلايا الأرومية مع أعراض تدل على انخفاض تروية الأنسجة. ما تزال الفيزيولوجيا المرضية لهذه الحالة غير مفهومة بشكل جيد، ولكنها تؤدي إلى انخفاض وصول الأكسجين لخلايا الجسم. تُشخص ركودة خلايا الدم البيضاء عند رؤية السدادات الخلوية في الأوعية الدموية الدقيقة. تترافق الحالة عادةً مع تغيرات بصرية، وتتضمن الأعراض الشائعة ما يلي: ضيق النفس ونقص التأكسج والصداع والدوخة والتشوش الذهني والنعاس والغيبوبة. تتطلب الحالة علاج فوري لأنها ترتبط بمعدل وفيات مرتفع إن بقيت دون علاج. يعتمد العلاج على التقليل السريع لعدد خلايا الدم البيضاء إضافةً إلى علاج الاضطراب الأساسي أيضًا.

## فرط الكريات البيض غير العرضي وفرط الكريات البيض العرضي

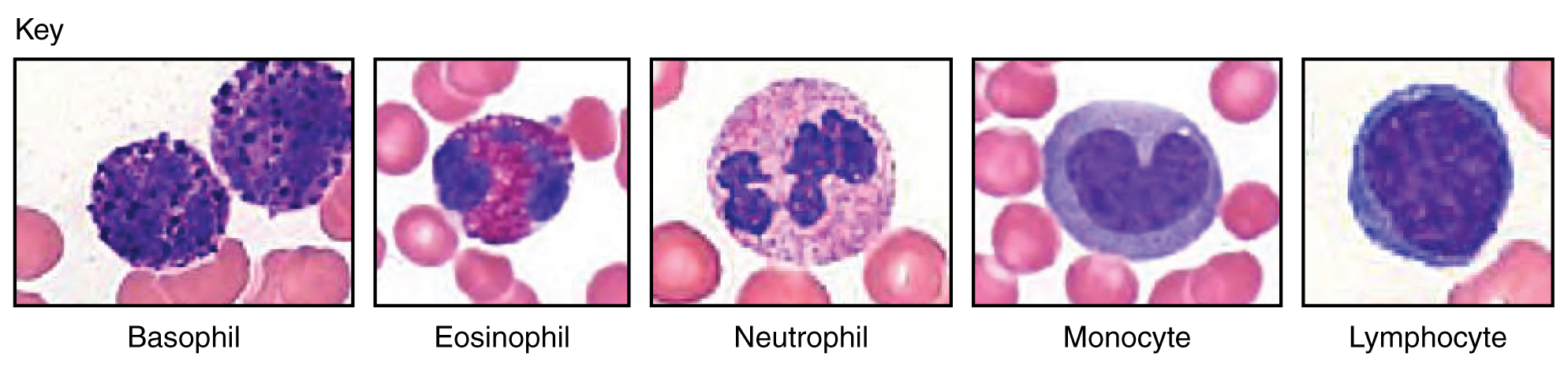
خلايا دم بيضاء

فرط الكريات البيض العرضي، هو ارتفاع هائل بعدد الخلايا الأرومية يترافق بعلامات تدل على انخفاض تروية الأنسجة. تحدث ركودة خلايا الدم البيضاء لدى مرضى اضطرابات العظام والدم، وهي شائعة جدًا لدى مرضى ابيضاض الدم النقوي الحاد أو المزمن. تعتبر ركودة الخلايا البيضاء حالة مرضية تمنع التدفق الفعال في الأوعية الدموية الدقيقة في الجسم. تؤدي هذه الحالة -عند استمرارها أو عدم علاجها- إلى حدوث ضائقة تنفسية وعصبية بشكل متزامن. تعتبر ركودة الخلايا البيضاء حالة طبية طارئة؛ إذ يتراوح معدل الوفيات بين 20- 40٪. يشخص فرط الكريات البيضاء إذا كان عدد خلايا الدم الابيضاضية أكبر من 50 × 10^9/ لتر (50000 / ميكرو لتر) أو 100 × 10^9/ لتر (100000 / ميكرو لتر). تبدأ أعراض الركودة عندما تصل مستويات الكريات البيض في الدم إلى أكثر من 100 × 10 ^ 9/ لتر (100000 / ميكرو لتر). كما ذكرنا سابقًا، تعتبر هذه الأرقام حرجة وهي مرتبطة بابيضاض الدم.

## العلاج
يجب استخدام أساليب علاج وقائية بعد تشخيص المريض بفرط الكريات البيض، ويرافق ذلك عادةً علاجات أخرى اعتمادًا على نوع ابيضاض الدم. تتضمن العلاجات المرتبطة بالحالة علاج متلازمة الانحلال الورمية بالإضافة إلى الإماهة الوريدية السخية مع استخدام الألوبيورينول أو الراسبوريكاز لتقليل مستويات حمض البول في الدم.
تكون عمليات زرع الخلايا المكونة للدم ضرورية لتصحيح ابيضاض الدم وركودة خلايا الدم البيضاء. يعتبر الاختزال الخلوي من السبل العلاجية الضرورية لتقليل عدد خلايا الدم البيضاء بسرعة. يموت نحو 20- 40٪ من مرضى فرط الكريات البيض خلال الأسبوع الأول من ظهور الأعراض. لا يعاني المرضى ذوو الإنذار الجيد من أي أعراض تشير لضائقة عصبية أو تنفسية، وقد يعاني البعض منهم من أعراض محدودة. يؤدي تراكم هذه الأعراض إلى انخفاض مستويات البقيا مقارنةً بمرضى فرط الكريات البيض غير العرضيين. قد يلجأ الأطباء إلى سبل الاختزال الخلوي عبر العلاج الكيميائي باستخدام عقار هيدروكسي اليوريا (الذي يوصف عادةً للحالات غير العرضية) أو عبر فصادة الكريات البيضاء الأقل شيوعًا. تستخدم هذه الأخيرة لعلاج مرضى فرط الكريات البيض غير العرضيين في حال تأجيل العلاج الكيميائي البدئي لأسباب خاصة بالمريض.[بحاجة لمصدر]
يمكن استخدام أنواع مختلفة من أدوية العلاج الكيميائي، وهذا يتضمن العلاجات الكيميائية البدئية. تعمل هذه الطريقة على علاج العدد المرتفع من خلايا الدم البيضاء مع استهداف خلايا الدم السرطانية في نقي العظم.[بحاجة لمصدر]